# Chaetodon lunula
A borboleta-guaxinim (Chaetodon lunula) é uma espécie de peixe da família Chaetodontidae.